# مستقبل مرتبط بأمين نزر
المستقبلات ذات الصلة بالأمين النزر أو المستقبلات المرتبطة بالأمين النزر (بالإنجليزية: Trace amine-associated receptor)‏ وتسمى أحيانا بمستقبلات الأمين النزر واختصارا (تار TAAR) هي قسم من المستقبلات المقترنة بالبروتين ج اكتُشفت سنة 2001. ‏ حصل TAAR1 -وهو أول ستة مستقبلات أمين نزر بشرية وظيفية- على اهتمام معتبر في البحوث الأكاديمية والصيدلانية الخاصة بسبب دوره كمستقبل داخلي المنشأ للأمينات النزرة: فينيثيلامين، تيرامين، تريبتامين (وهي مشتقات أيضية للأحماض الأمينية فينيل ألانين، تيروسين وتريبتوفان على التوالي)، إفيدرين وكذلك المنشطات النفسية المخلقة حيويا: أمفيتامين، ميثامفيتامين وMDMA. في سنة 2004، تم إظهار أن TAAR1 الخاص بالثدييات مستقبل أيضا للثيرونأمينات، ومشتقات هرمونات الغدة الدرقية منزوعة الكربوكسيل ومنزوعة اليود. تعمل المستقبلات من TAAR2 إلى TAAR9 لدى الفقريات كمستقبلات شمية بالنسبة للعطور الأمينية المتطايرة.